# Nicola Fano
Nicola Fano (Roma, 21 febbraio 1959) è un giornalista, scrittore e storico del teatro italiano.

## Biografia
Nel 1979 inizia a lavorare per il quotidiano L'Unità come critico teatrale e cronista di spettacoli. In questa veste, firma una serie di articoli e interviste sul fenomeno storico del varietà e dell'avanspettacolo. A questi generi popolari dedica i suoi primi studi storici e i suoi primi libri (Vieni avanti, cretino!, 1993; De Rege Varietà, 1998; Tessere o non tessere, 1999) finché l'Enciclopedia Treccani lo chiama a compilare alcune delle voci nella Enciclopedia del cinema (2003). Dal 1994 al 1999 è responsabile del servizio culturale de l'Unità.
Collabora con attori e registi nella realizzazione di spettacoli teatrali comici (Gastone, da Ettore Petrolini, con Massimo Venturiello e Tosca, 2006; Tutta colpa di Garibaldi con Gioele Dix e Sergio Fantoni, 2007; Falstaff e il suo servo, con Franco Branciaroli per la regìa di Antonio Calenda, 2019).
Chiamato da Walter Veltroni, all'epoca direttore del quotidiano, a dirigere le iniziative editoriali de L'Unità, tra il 1992 e il 1993 ha scelto e curato l'edizione di tutte le collane de I libri de l'Unità che hanno aperto la strada, in Italia, a un nuovo mercato editoriale che in seguito è stato occupato anche da numerosi altri quotidiani. Questa esperienza si è riversata, in seguito, nella gestione dell'associazione culturale Succedeoggi, fondata nel 2013 e da cui, nel 2020, è nata la casa editrice Succedeoggi Libri.
Lasciata l'attività giornalistica, dal 2013 si dedica all'insegnamento prima come docente di Letteratura e filosofia del teatro presso l'Accademia Albertina di Belle Arti di Torino, poi di Storia dell'Architettura Teatrale presso l'Accademia di Belle Arti di Perugia e di Storia dello Spettacolo presso l'Accademia Nazionale d'Arte Drammatica "Silvio D'Amico", nonché all'organizzazione teatrale. Dal 2014 al 2020 è stato consigliere di amministrazione del Teatro di Roma; dal 2021 al 2024 è stato consigliere di amministrazione della Fondazione Teatro Piemonte Europa.

## Opere
- Come leggere "Il giorno della civetta" di Leonardo Sciascia, Mursia edizioni, 1993, ISBN 8842513806
- Vieni avanti cretino!, edizioni Theoria, 1993, ISBN 8824103413
- De Rege Varietà, edizioni Baldini&Castoldi, 1998, ISBN 8880894994
- Tessere o non tessere, edizioni Liberal Libri, 1999, ISBN 8882700216
- Le maschere italiane. Dalla Commedia dell'Arte alla Commedia all'italiana, edizioni Il Mulino, 2001, ISBN 9788815081872
- Gli italiani di Shakespeare, Gaffi, 2008, ISBN 9788861650206
- Ionesco, Eugène, Gaffi, 2009, ISBN 9788861650596
- Garibaldi, l'illusione italiana, Baldini Castoldi Dalai, 2010, ISBN 9788860735362
- Ferribbotte e Mefistofele. Storia esemplare di Tiberio Murgia, Exorma, 2011, ISBN 9788895688640
- La tragedia di Arlecchino. Picasso e la maschera del Novecento, Donzelli, 2012, ISBN 9788860367174
- Andare per teatri, Il Mulino, 2016, ISBN 9788815264213
- Che cos'è il teatro, Succedeoggi, Roma, 2020, ISBN 9788899467012
- Vite di ricambio, Elliot, Roma, 2020, ISBN 9788869939440
- Il peso di Anchise, Castelvecchi, Roma, 2020, ISBN 9788832902105
- La candela di Caravaggio, Elliot, Roma, 2022, ISBN 9788892761544
- Cleopatra e il serpente, Elliot, Roma, 2024, ISBN 9788892763166
- Non è il caso. La vita secondo Edipo, Treccani Libri, Roma, 2024, ISBN 9788812011742